# Bronnothyris danaperensis
Bronnothyris danaperensis — викопний вид брахіопод, що існував у кінці еоцену. Скам'янілі рештки виду знайдені у Рибальському кар'єрі у місті Дніпро в Україні. 

## Етимологія
Видова назва B. danaperensis у перекладі з латинської мови означає «дніпровський» (на честь річки Дніпро).